# Hydriomena saga
Hydriomena saga är en fjärilsart som beskrevs av Louis Beethoven Prout 1988. Hydriomena saga ingår i släktet Hydriomena och familjen mätare. Inga underarter finns listade i Catalogue of Life.